# Иванов, Иннокентий Владимирович
Инноке́нтий Влади́мирович Ивано́в (22 сентября 1972, Ленинград) — российский журналист и телеведущий, сценарист, режиссёр, комментатор.

## Биография

### Ранние годы
Иннокентий Иванов родился 22 сентября 1972 года в Ленинграде. Окончил в 1994 году факультет журналистики Санкт-Петербургского государственного университета по специальности «телевизионная журналистика» и аспирантский курс в американском Angelo State University (1993) по специальности «международные отношения». Прадед по отцовской линии — потомственный почётный гражданин Александр Карпович Иванов. Дед по материнской линии — советский физик-ядерщик Михаил Григорьевич Мещеряков. О нём Иннокентий Иванов составил сценарий для документального фильма «Дед. Столетие дубненского зубра».
Женат. Сын.

### Профессиональная деятельность
С 1991 года работал корреспондентом, комментатором и ведущим программ «Информ-ТВ» и «Телекурьер» в дирекции информационных программ ТРК «Петербург». В своих материалах освещал первую войну в Чечне.
С 1995 года — ведущий обозреватель ТРК «Петербург», программа «Международное обозрение». С 1997 года программа также выходила на телеканале «Культура». 
Автор телевизионного цикла «Лики истории» из 8 телеочерков (1998—1999) и многих телевизионных фильмов.
В июле 1998 года был автором сценария и ведущим телевизионной версии церемонии захоронения останков Николая Второго и членов его семьи в Петербурге.
В 1999—2003 годах был главным редактором двуязычного ежемесячного издания «Pulse».
В 2000—2011 годах — ведущий программы «Сферы» на телеканале «Культура».
В 2011—2012 годах вёл программу «Культурная столица» на канале «Искусство ТВ».
В 2014—2015 годах вёл программу «Параллели» на канале «Санкт-Петербург».
С 2014 года создаёт программы и документальные фильмы для нового научного телеканала «Eureka HD» (ЗАО «Первый ТВЧ»). Уже вышли в эфир циклы «Легенды науки» (документальные фильмы о выдающихся советских ученых), «Научные мистификации», «Лженауки», «Фантастическое путешествие».

## Награды
1998 год — специальный приз Губернатора Санкт-Петербурга
1998 год — почётная грамота Федеральной службы России по телевидению и радиовещанию
2009 год — приз в разделе «Самобытное слово» на конкурсе «За образцовое владение русским языком в профессиональной деятельности».
2010 год — приз за лучшую телевизионную программу («Блокадная вера») на международном фестивале MAGNIFIKAT-2010
2011 год — вторая премия и диплом за реализованный сценарий («Блокадная вера») на международном фестивале «Покров»
2012 год — приз за лучшую телевизионную программу («Эпитафия кладбищу») на международном фестивале MAGNIFIKAT-2012
2017 год — обладатель Гран при конкурса «Золотое перо» (профессиональный конкурс журналистов Санкт-Петербурга и Ленинградской области)
2017 год — лауреат премии правительства Санкт-Петербурга в области журналистики (цикл «Пешком в историю»)
2018 год — лауреат премии Президентской библиотеки: лучший материал на тему сохранения исторического наследия (фильм «Анатолий Собчак. Жизнь на юру»)
2019 год — приз за лучший телевизионный документальный фильм XV Фестиваля «Победили вместе» (фильм «Несломленный нарком»)
2019 год — лауреат премии «Золотое перо» (профессиональный конкурс журналистов Санкт-Петербурга и Ленинградской области) в номинации «Культура» (сериал «Легенды русского балета»)
2021 год — лауреат премии Союза журналистов России «Золотое перо России» за циклы телевизионных документальных фильмов

## Фильмография
- 1996 — «Туркменский ковёр. Культ личности в пустыне»
- 1996 — «Тайна царских останков»
- 1999 — «Пробуждение „Спящей красавицы“»
- 2000 — «Борьба за власть по-американски»
- 2000 — «Энди Уорхол. Красота извращений»
- 2000 — «Век Виндзоров»
- 2001 — «Меч мира»
- 2001 — «KIROV-БАЛЕТ. Люди и танцы»
- 2002 — «Потерянные шедевры» (мини-сериал)
- 2003 — «Жизнь на восходе» (мини-сериал)
- 2008 — «Унесенная ветром. Роман о Маргарет Митчелл»
- 2010 — «Блокадная вера»
- 2010 — «Дед. Столетие дубненского зубра»
- 2010 — «Поэт и Смерть. Пьеса о Леониде Каннегисере»
- 2011 — «Кунсткамера» (мини-сериал)
- 2011 — «Эпитафия кладбищу»
- 2013—2021 — «Пешком в историю»
- 2014—2015 — «Не квартира. Музей»
- 2014 — «Лектор Персармии»
- 2016 — «Шостакович»
- 2016 — «Прокофьев»
- 2016 — «Хроники общественного быта» (мини-сериал)
- 2017 — «Мистика войны»
- 2017 — «Стравинский»
- 2017 — «Скрябин»
- 2017 — «Алябьев»
- 2017 — «Соловьев-Седой»
- 2018 — «Карл Булла — Первый»
- 2018 — «Жена Рубенса и черное золото»
- 2018 — «Лебеди и тени Петипа»
- 2018 — «Хачатурян»
- 2018 — «Мусоргский»
- 2018 — «Римский-Корсаков»
- 2018 — «Рахманинов»
- 2019 — «Диалоги без грима» (8 серий)
- 2019 — «Защитник русской оперы» (об Эдуарде Направнике)
- 2019 — «Легенды русского балета» (8 серий)
- 2020 — «Ненаписанные мемуары» (о маршале Советского Союза Леониде Говорове)
- 2020 — «Музейный Феникс» из цикла «Пешком в историю» (о спасении музейных ценностей во время Великой Отечественной войны)
- 2020 — «Легенды русского балета» — второй сезон (6 серий)
- 2017—2020 — «Фантастическое путешествие» (15 серий) — о русской фантастической литературе докосмической эры
- 2022 — «Нация в фарфоре»
- 2024 — «Он и есть джаз. Давид Голощёкин»